# 코스프레계 음식점

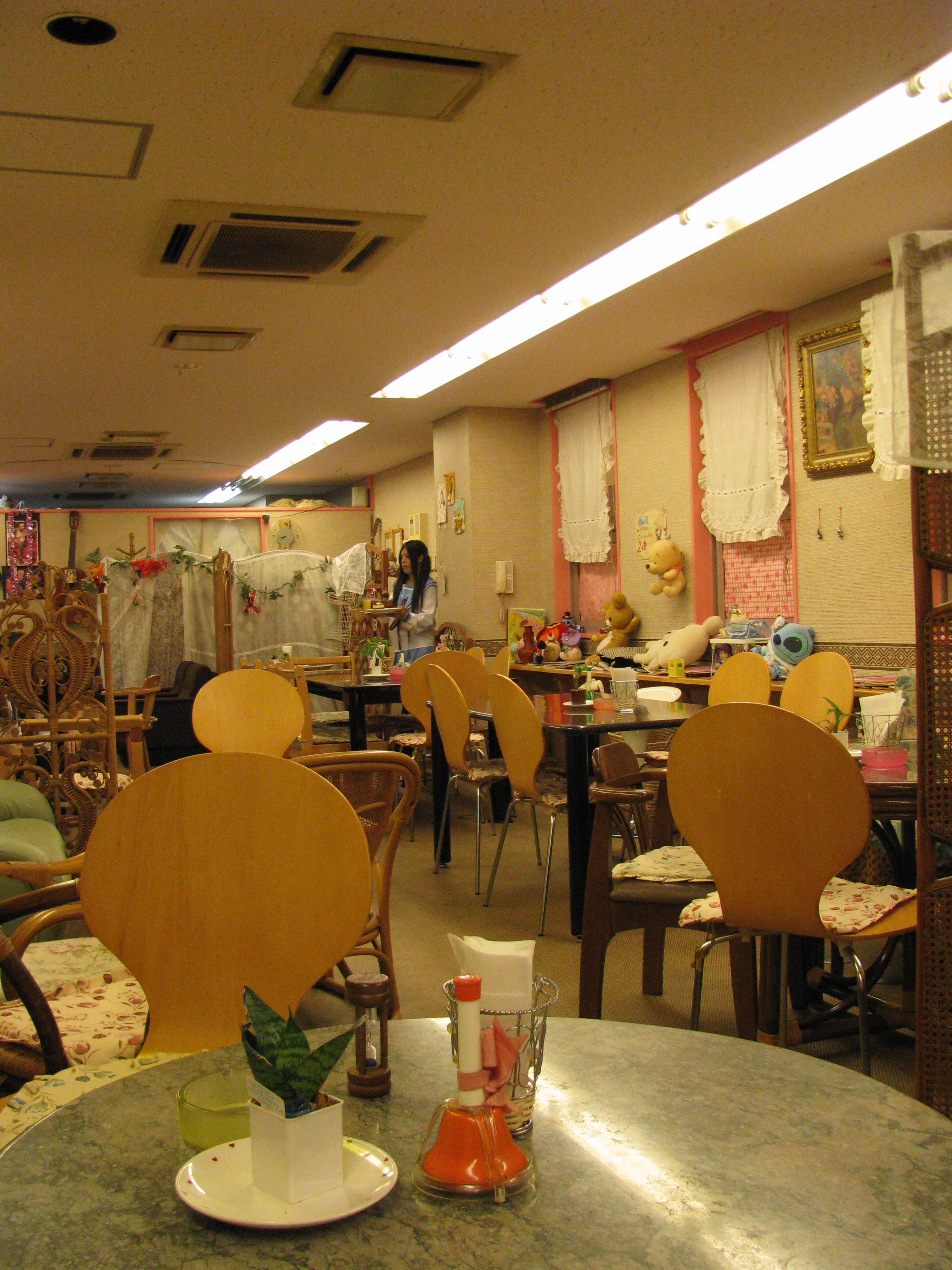
메이드 카페

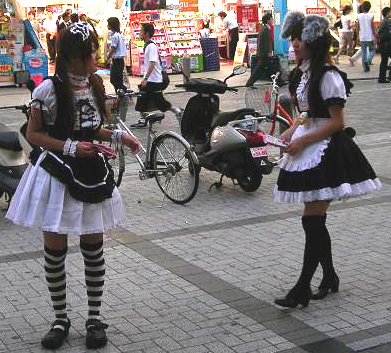
도쿄 아키하바라에서 카페를 홍보하는 메이드들

코스프레계 음식점(일본어: コスプレ系飲食店 고스푸레케이인쇼쿠텡[*])은 만화나 애니메이션을 중심으로 한 하위문화, 특히 오타쿠 문화를 도입하여, 점원이 코스프레를 하고 접객하는 레스토랑이다. 카페나 술집 등을 업태로 하는 것이 많다.
특히 여성 점원이 메이드로 코스프레를 하고 접객하는 레스토랑을 메이드 카페(メイドカフェ)라고 하며, 남성 점원이 집사 코스프레를 하고 접객하는 음식점을 집사 킷사(執事喫茶)라고 부른다. 여성 점원이 남장 코스프레를 하고 접객하는 왕자 킷사(王子喫茶)와 갸르송 킷사(ギャルソン喫茶)도 있다.
서비스 개념으로는 치유를 테마로 한 가게, 모에를 테마로 한 가게 등 다양하다. 최근에는 애니메이션이나 게임, 메이드 옷 이외에도 무녀, 수녀, 여고생 등 다양한 코스튬을 의상으로 입고 다양한 세계관을 테마로 한 가게가 등장하고 있다.

## 같이 보기
- 코스프레